# Auburn River
Auburn River är ett vattendrag i Australien. Det ligger i delstaten Queensland, omkring 270 kilometer nordväst om delstatshuvudstaden Brisbane.
I omgivningarna runt Auburn River växer huvudsakligen savannskog. Trakten runt Auburn River är nära nog obefolkad, med mindre än två invånare per kvadratkilometer. Genomsnittlig årsnederbörd är 808 millimeter. Den regnigaste månaden är mars, med i genomsnitt 138 mm nederbörd, och den torraste är augusti, med 19 mm nederbörd.